# Akot
Akot je město na severu indického spolkového státu Maháráštra. Leží přibližně padesát kilometru severně od města Akolá, do jehož okresu správně spadá. K roku 2011 mělo přes devadesát tisíc obyvatel.